# Ben-Hur (romanzo)
Ben-Hur (Ben-Hur: A Tale of the Christ) è un romanzo storico, scritto da Lew Wallace nel 1880. L'opera fu tradotta in diverse lingue e pubblicata in tutto il mondo, e fu acquistata da cinquanta milioni di lettori.

## Trama
La vicenda narrata si svolge in Giudea 21 anni dopo la nascita di Gesù. Il diciassettenne Giuda Ben-Hur, un ebreo che vanta origini nobili essendo figlio di Ben-Hur principe di Gerusalemme, fa cadere involontariamente una tegola in testa a Valerio Grato, prefetto romano della Giudea, di passaggio nella città, di fronte a una folla di ebrei che si sentono tiranneggiati dalla presenza di Grato ed esultano quando credono che Giuda abbia tentato di ucciderlo. Valerio Grato risponde facendo arrestare lui e tutta la sua famiglia con l'accusa di tentata rivolta nei confronti di Roma, e Messala Severus, amico di un tempo di Giuda che però agogna la gloria, assiste a tutta la scena e resta a guardare: il ragazzo viene condannato a diventare rematore schiavo nella flotta romana, mentre la madre e la giovane sorella Tirzah vengono imprigionate.
Durante uno scontro notturno con dei pirati nel Mediterraneo, Ben-Hur salva da morte certa l'anziano console Quinto Arrio, il quale lo considerava un uomo giusto e conosceva suo padre, e questi non solo lo libera, ma lo adotta nominandolo erede come ricompensa delle sue azioni. In cerca di informazioni sul destino dei suoi parenti, Ben-Hur si reca ad Antiochia dove conosce Esther, la figlia di Simonide, e i due si innamorano. Al circo di Antiochia prende parte alla corsa di quadrighe alla quale anche il suo amico Messala partecipa. La gara si presenta dura e brutale e a un certo punto il carro di Messala rimane agganciato dalla ruota di quello di Ben Hur, finendo in pezzi e mandando Messala contro i suoi cavalli che lo travolgono. Quest'ultimo, pur se ferito gravemente, sopravvive, mentre Ben-Hur vince la gara.
Tornato in Palestina, Ben-Hur riesce a trovare il luogo in cui sono rinchiuse sua madre e la sorella Tirzah. Dopo averle liberate, scopre che sono state infettate dalla lebbra, ma sul Monte degli Ulivi incontrano una folta schiera di fedeli che si avvicinano a Gesù che guarisce le due donne con un miracolo.
Ben-Hur sposa infine Esther, che lo rende padre. La storia finisce con l'incontro fra Ben-Hur e Gesù sul Golgota, inchiodato ad una croce, poco prima della morte, da qui la sua conversione al cristianesimo.

## Il romanzo

### Prima parte
Riferimenti biblici: Matteo 2: 1-12, Luca 2: 1-20
Il libro si apre con tre magi che giungono dall'Oriente, ossia l'egiziano Baldassarre, l'indù Melchiorre e il greco Gaspare, riuniti dall'obiettivo comune di seguire il percorso di una stella luminosa che brilla sulla regione; i tre, attraversando il deserto, giungono quindi nella provincia della Giudea.
Alla porta di Giaffa, a Gerusalemme, Maria e Giuseppe passano da Nazareth a Betlemme, e si fermano alla locanda all'ingresso della città, ma dato che non vi trovano spazio per riposare, essendo Maria incinta, si dirigono verso una grotta, proprio quando inizia il travaglio. Nei pascoli fuori città, un gruppo di sette pastori sorveglia le loro greggi, ma in quel momento gli angeli annunciano la nascita di Cristo e i pastori si affrettano verso la città ed entrano nella grotta per adorare Gesù, quindi diffondono la notizia della nascita di Cristo e molti vengono a vederlo, nonostante lo scetticismo di molti.
I magi arrivano a Gerusalemme e domandano notizie del Cristo; ottenutele, avvertono il re di Giudea Erode il Grande, il quale, adirato per la presenza di un altro re che sfida il suo governo, chiede al Sinedrio di trovare informazioni su di lui. Il Sinedrio menziona una profezia di Michea, affermando che un sovrano verrà da Betlemme Efrata, interpretato per il luogo di nascita del Cristo.

### Seconda parte
Riferimenti biblici: Luca 2: 51-52
Passano ventun anni. Giuda Ben-Hur, figlio di Ithamar, è un principe discendente di una famiglia reale della Giudea. Messala Severus, il suo più vicino amico d'infanzia e figlio di un esattore delle tasse romano, ha lasciato casa per cinque anni di educazione a Roma, e ora ritorna come un orgoglioso romano, tanto orgoglioso da farsi beffe di Giuda e della sua religione, rompendo così la sua amicizia con lui. Di conseguenza, Ben-Hur decide di andare a Roma per l'addestramento militare e usare le sue abilità acquisite per combattere l'Impero Romano, che ritiene a ragione che tiranneggi il suo popolo. In quel momento, però, Valerio Grato, il quarto prefetto romano della Giudea, passa per la casa di Giuda, il quale guarda la processione dal suo tetto; mentre si sporge, però, una tegola allentata cade e colpisce il governatore, e la folla, credendo che abbia tentato di ucciderlo, lo proclama come un eroe. Saputo del fatto, Messala tradisce Giuda e lo fa subito arrestare senza processo con l'accusa di tentato omicidio; in poco tempo, la madre e la sorella di Giuda vengono segretamente incarcerate nella Fortezza Antonia e tutte le loro proprietà vengono sequestrate. Giuda viene mandato come schiavo a lavorare a bordo di una nave da guerra; nel viaggio verso la nave, incontra un giovane carpentiere di nome Gesù, che gli offre acqua e rafforza in lui la volontà di vivere.

### Terza parte
In Italia il prefetto del pretorio Seiano, poiché una flotta di pirati greci ha attaccato quelle romane nel Mar Egeo, ordina all'ufficiale Quinto Arrio di allestire navi da guerra per combattere la minaccia. Incatenato a bordo di una di queste navi, Ben-Hur è sopravvissuto duramente a tre anni da schiavo, tenuto in vita dalla sete di vendetta. Colpito dal suo spirito, Arrio lo interroga sulla sua vita e sulla sua storia, e rimane sbalordito nell'apprendere dell'antico status di Giuda come figlio di Hur. A un certo punto, una notte, la nave viene speronata dai pirati e inizia ad affondare. Arrio sblocca le catene di Giuda in modo che abbia una possibilità di sopravvivere, e poco dopo, a par condicio, l'ebreo finisce per salvare il romano dall'annegamento. Consci di essere salvi, i due condividono una tavola come imbarcazione di fortuna, fino a quando vengono salvati da una nave romana, dove apprendono che i Romani hanno vinto la battaglia: Arrio è lodato come un eroe, e i due ritornano a Miseno, dove Arrio adotta Giuda come suo figlio, rendendolo un liberto e cittadino romano.

### Quarta parte
Prima di diventare l'erede di Arrio dopo la di lui morte, Giuda Ben-Hur si allena per cinque anni a Roma. Mentre viaggia verso Antiochia per affari di stato, viene a sapere che il principale servitore del suo padre naturale, lo schiavo Simonide, vive in una casa di questa città e ha in custodia i beni del padre, patrimonio che ha amministrato così bene da diventare ricco. Giuda visita Simonide, il quale ascolta la sua storia ma chiede prove della sua identità. Ben-Hur dice di non averne, ma chiede a Simonide se è a conoscenza del destino della madre e della sorella, ricevendone una risposta negativa, quindi lascia la casa sconsolato. Per fugare ogni dubbio, Simonide invia il suo servitore Malluch a spiare Giuda; questi lo incontra nel Bosco di Dafne, dove i due diventano amici, e insieme si recano allo stadio, dove Ben-Hur trova il suo rivale Messala che corre a bordo di una biga, preparandosi per un torneo. Nel frattempo, lo sceicco Ilderim, in compagnia di Baldassare e sua figlia Iras, annuncia che sta cercando un auriga per correre nel prossimo torneo, e Giuda, desiderando vendetta contro Messala, si offre di guidare il carro. Durante un'esibizione, però, il carro di Messala per poco non colpisce per errore Baldassarre e la figlia Iras, seduti nei pressi di una fontana dello stadio, ma Giuda interviene e li salva: Baldassarre ringrazia Ben-Hur e gli fa un regalo per sdebitarsi. Successivamente Giuda si dirige alla tenda dello sceicco Ilderim, dove il servo Malluch lo accompagna parlando del Cristo e della storia dei magi e di Baldassarre; Giuda si rende così conto di aver salvato la vita di uno dei tre che videro il Cristo subito dopo la sua nascita.
Simonide, la figlia Ester e Malluch parlano insieme e concludono che Giuda è chi afferma di essere, e che è dalla loro parte nella lotta contro Roma. Da parte sua, Messala comprende che Giuda Ben-Hur è stato adottato in una casa romana e il suo onore è stato ristabilito. Nel frattempo, Baldassarre e sua figlia Iras arrivano alla tenda dello sceicco, e insieme a Giuda, che prende crescente interesse per la bella Iras, discutono di come il Cristo, avvicinandosi all'età di 30 anni, è pronto per diventare un leader.

### Quinta parte
Messala invia una lettera a Valerio Grato riguardo a Giuda, ma lo sceicco Ilderim la intercetta e la condivide con Giuda, che scopre che sua madre e sua sorella sono state imprigionate in una cella della Fortezza Antonia e che Messala lo ha spiato. Nel frattempo, Ilderim è profondamente impressionato dalle abilità di Giuda con i suoi cavalli da corsa e lo ingaggia definitivamente come suo auriga. Simonide si reca da Giuda e gli offre la fortuna accumulata grazie alla famiglia Hur, della quale il mercante/schiavo è stato amministratore. Giuda accetta solo la somma di denaro originale, lasciando la proprietà e il resto al mercante fedele. Entrambi accettano di fare la loro parte per combattere per il Cristo, che credono essere un salvatore dall'autorità romana.
Il giorno della gara, durante la corsa, Giuda raschia deliberatamente la ruota del carro contro la biga di Messala: nello sfacelo che segue, quest'ultimo cade, viene calpestato dai cavalli in corsa e rimane così gravemente ferito, e Giuda viene incoronato vincitore. Dopo la gara, però, Giuda riceve una lettera da Iras che gli chiede di andare al palazzo romano di Idernee; giuntovi, si trova di fronte Thord, un sassone assunto da Messala, che si trova lì per uccidere Giuda. Durante il duello, Ben-Hur offre a Thord 4.000 sesterzi per lasciarlo vivere, così Thord ritorna da Messala sostenendo di aver ucciso Giuda, e riscuotendo così da lui la ricompensa. Creduto morto, Giuda Ben-Hur si reca nel deserto con Ilderim per pianificare una campagna segreta.

### Sesta parte
Sospettando che Simonide abbia corrotto Seiano al fine di rimuovere il prefetto Valerio Grato dal suo incarico da Ponzio Pilato, Ben-Hur parte per Gerusalemme per trovare sua madre e sua sorella. La revisione di Pilato dei registri della prigione rivela una grande ingiustizia, e osserva che Grato nascondeva una cella murata. Le truppe di Pilato riaprono la cella per trovare due donne, la madre e la sorella di Giuda, che soffrono di lebbra. Pilato le libera ed esse vanno nella vecchia casa degli Hur, ma pur rendendo grazie a Dio per aver trovato Giuda addormentato sui gradini, non lo svegliano in quanto lebbrose, e partono da sole il mattino dopo, bandite dalla città. Amrah, la cameriera egiziana che un tempo serviva la casa di Hur, scopre Giuda, lo sveglia e rivela di essere rimasta in quella casa per tutti questi anni, avendo scoraggiato molti potenziali acquirenti della casa mantenendo il contatto con Simonide. Giuda scopre un rapporto ufficiale romano sul rilascio di due donne lebbrose, e scopre anche che i Romani vogliono usare i fondi del tesoro di Korban, del Tempio di Gerusalemme, per costruire un nuovo acquedotto, ma il popolo ebraico chiede a Pilato di porre il veto al piano, quindi questi manda i suoi soldati in incognito a mescolarsi con la folla. Giuda arriva e uccide una guardia romana in un duello, diventando così un eroe agli occhi di un gruppo di manifestanti galileiani, ossia della Galilea.

### Settima parte
Riferimenti biblici: Giovanni 1: 29-34
Durante un incontro a Betania, Ben-Hur e i suoi seguaci galileiani organizzano una forza di resistenza contro Roma. Grazie all'aiuto di Simonide e Ilderim, viene creata nel deserto una base di addestramento nel territorio di Ilderim. Malluch scrive annunciando l'apparizione di un profeta ritenuto un araldo per il Cristo, così Giuda viaggia lungo le sponde del Giordano per vedere il profeta, e qui incontra Baldassarre e Iras in viaggio per lo stesso motivo. I tre raggiungono Bethabara, dove un gruppo si è riunito per ascoltare la predica di Giovanni Battista. Un uomo si avvicina a Giovanni e chiede di essere battezzato: Giuda lo riconosce come l'uomo che gli ha dato, molti anni prima, acqua al pozzo a Nazareth, mentre Baldassarre lo adora come il Cristo.

### Ottava parte
Riferimenti biblici: Matteo 27: 48-51, Marco 11: 9-11, 14: 51-52, Luca 23: 26-46, Giovanni 12: 12-18, 18: 2-19: 30
Gesù predica il suo vangelo nella regione della Galilea, e Ben-Hur diventa uno dei suoi seguaci; accortosi che il Maestro sceglie pescatori, contadini e persone simili, considerati "umili", come apostoli, e vedendolo compiere miracoli, si convince che il Cristo sia davvero venuto.
Durante questo periodo, Malluch ha acquistato la vecchia casa degli Hur e l'ha restaurata, quindi invita Simonide e Baldassarre, con le loro figlie, a vivere insieme a lui. Il giorno prima che Gesù entri in Gerusalemme, Giuda ritorna e confida a tutti coloro che sono nella casa ciò che ha imparato dal seguire Gesù. Amrah si rende conto che la madre e la sorella di Giuda potrebbero guarire, per cui le porta via dalla grotta in cui vivono. Il giorno seguente, i tre attendono Gesù, cercano e ottengono da lui la guarigione.
Alcuni giorni dopo, Iras parla con Giuda, gli dice che si è abbandonato ad una falsa speranza, in quanto Gesù non ha iniziato la rivoluzione prevista, e che fra loro è tutto finito perché lei ama Messala. Così la notte stessa Giuda decide di recarsi da Ester. Ma mentre si perde nei suoi pensieri, nota un corteo per strada e si accorge che Giuda Iscariota, uno dei discepoli di Gesù, sta conducendo un gran numero di sacerdoti del tempio e soldati di Roma, che si recano presso l'uliveto del Getsemani. Gesù esce per incontrarli, comprende il tradimento e si lascia prendere. Ben-Hur viene notato da un prete che cerca di prenderlo in custodia, e riesce a fuggire. Quando giunge il mattino, viene a sapere che i sacerdoti ebrei hanno portato Gesù a giudizio da Pilato: sebbene assolto in prima battuta, il Cristo viene condannato alla crocifissione su richiesta della folla. Ben-Hur è scioccato dal modo in cui i suoi sostenitori hanno abbandonato il Cristo, e quando tutti si dirigono verso il Calvario, si rassegna ad assistere alla morte del suo Maestro. Nel frattempo il cielo si oscura e Ben-Hur offre a Gesù l'aceto di vino per restituirgli il favore; poco dopo Gesù pronuncia il suo ultimo grido. Giuda e i suoi amici si rendono conto che Egli non era un re terreno, ma un Re celeste, un Salvatore dell'umanità; lo stesso Baldassarre è morto con questa consapevolezza, col sorriso in volto.
Cinque anni dopo la crocifissione, Ben-Hur ed Esther vivono a Miseno, si sono sposati e hanno avuto figli. Iras visita Esther e le confessa di aver ucciso Messala. Nel decimo anno del regno dell'imperatore Nerone, Ben-Hur è rimasto con Simonide, la cui attività ha avuto un enorme successo dato che i due uomini hanno dato la maggior parte delle loro fortune alla chiesa di Antiochia. Venendo a conoscenza che i cristiani a Roma stanno soffrendo per mano dell'imperatore Nerone, Ben-Hur e i suoi amici intendono aiutarli: salpano così per Roma, dove decidono di costruire una chiesa sotterranea; essa sopravviverà attraverso i secoli e verrà chiamata Catacombe di San Callisto.

## Personaggi
- Giuda Ben-Hur: protagonista della storia, è un principe ebreo di Gerusalemme discendente da una famiglia reale della Giudea, figlio di Ithamar. Diventa schiavo dei Romani, e in seguito auriga e poi seguace di Cristo. Il nome Ben-Hur deriva dall'ebraico di uno dei 12 governatori distrettuali di Re Salomone (1 Re 4: 8); significa anche "figlio di lino bianco". Quando Wallace introduce per la prima volta i suoi lettori in Judah, viene descritto come un giovane di 17 anni che indossa indumenti di "lino bianco fine", ma non è verosimilmente la traduzione corretta, poiché "חור" in ebraico in realtà significa "buco". Dato che Wallace non parlava ebraico e non conosceva il giudaismo, probabilmente scelse il nome biblico in quanto poteva essere "facilmente scritto, stampato e pronunciato".
- Miriam: madre di Giuda Ben-Hur.
- Tirzah: sorella minore di Giuda.
- Simonide: fedele servitore ebreo di Ithamar, padre di Giuda; diventa un ricco mercante ad Antiochia.
- Esther: modesta figlia di Simonide, diventa la moglie di Giuda e la madre dei suoi figli. Wallace ha chiamato questo personaggio come sua madre, Esther French (Test) Wallace.
- Malluch: servo di Simonide, diventa amico di Giuda.
- Amrah: schiava egiziana, ex domestica della famiglia di Ben-Hur.
- Messala Severus: antagonista principale della storia, è un nobile romano figlio di un esattore delle tasse, ed è l'amico di gioventù di Giuda, del quale però diventerà il rivale.
- Ismaele: governatore romano.
- Valerio Grato: quarto procuratore imperiale della Giudea.
- Quinto Arrio: anziano comandante della nave da guerra romana ove è imprigionato Giuda, verrà salvato da quest'ultimo dall'annegamento a seguito della distruzione della nave romana. Dopo essere stati salvati, viene informato che la sua flotta ha vinto la battaglia, e viene lodato per la sua vittoria. Successivamente adotta Giuda come suo figlio, rendendolo un liberto, un cittadino romano e suo erede.
- Baldassarre: egiziano, uno dei magi biblici, insieme a Melchiorre, un indù, e Gaspare, un greco, venuto a Betlemme per assistere alla nascita di Gesù di Nazareth.
- Iras: bellissima figlia di Baldassarre, è uno degli interessi amorosi di Giuda; tuttavia, lo tradisce e diventa l'amante di Messala, ma alla fine lo uccide.
- Ilderim: sceicco arabo che permette che Giuda corra con il suo carro ad Antiochia.
- Ponzio Pilato: sostituisce Valerio Grato come procuratore (prefetto) e libera la madre e la sorella di Giuda dalla reclusione.
- Thord: scandinavo assunto da Messala per uccidere Giuda.
- Gesù di Nazareth: Figlio di Dio, il Cristo e il Re dei Giudei, nato da Maria e cresciuto con lei e con il suo sposo, il falegname Giuseppe.
- Maria: madre di Gesù e moglie di Giuseppe di Nazareth.
- Giuseppe di Nazareth: falegname ebreo, marito di Maria e padre putativo di Gesù Cristo.
- Giovanni il Nazarita: discepolo di Cristo.

## Rappresentazioni teatrali

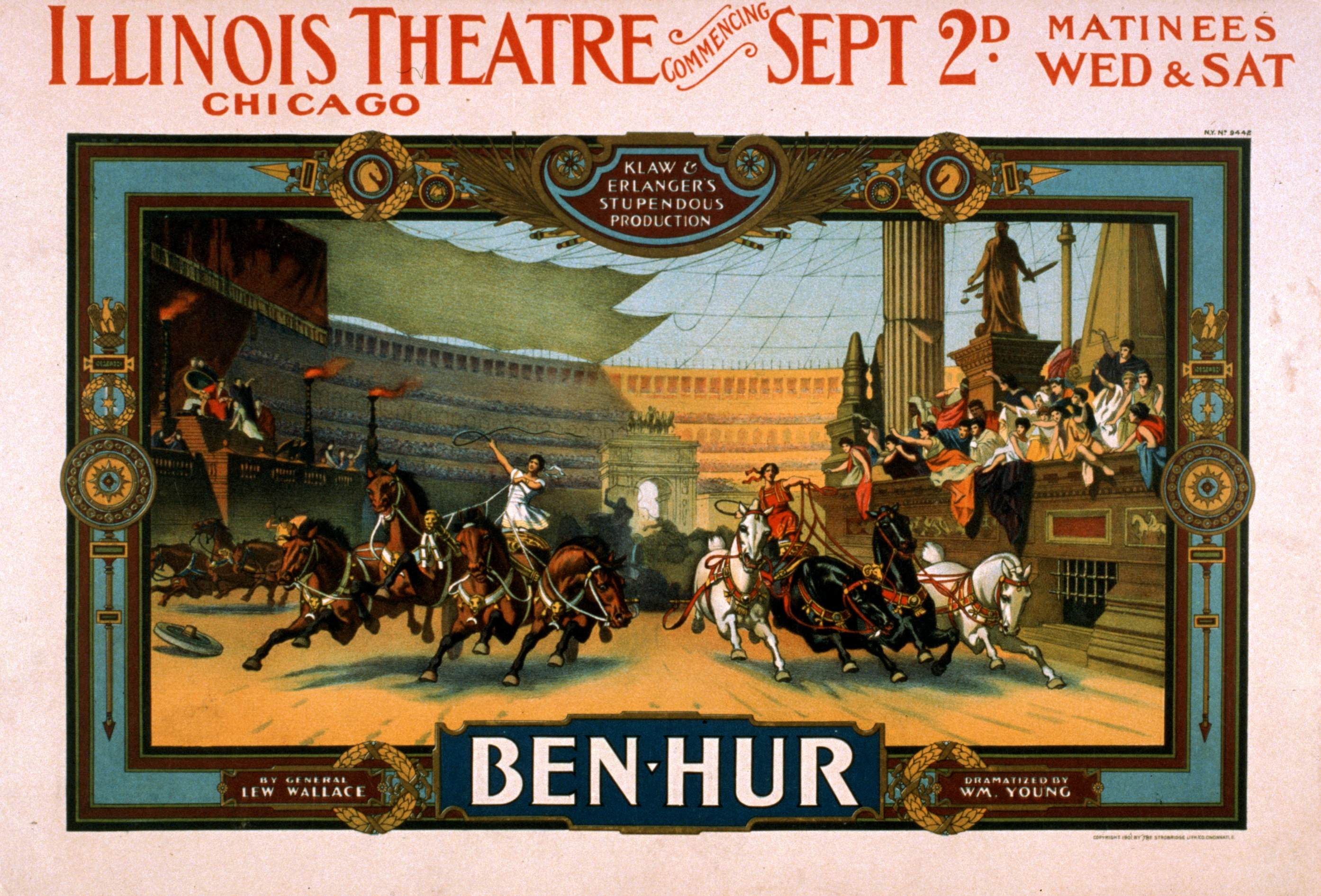
Un manifesto del 1901 dello spettacolo teatrale tratto dal romanzo per una rappresentazione a Chicago

L'opera venne rappresentata alla Musical Academy di New York, grazie al lavoro di William Young. In totale si contano più di 2 500 repliche tra il 1899 e il 1920.

## Rappresentazioni cinematografiche
Dal romanzo sono stati tratti diversi film, il più famoso dei quali è la pellicola del 1959, diretto da William Wyler, e interpretato da Charlton Heston e Stephen Boyd. Il film ha vinto undici premi Oscar. La scena più famosa del film è quella della corsa delle quadrighe.
Fra i vari film:
- Ben-Hur (Ben-Hur, 1907), regia di Sidney Olcott;
- Ben-Hur (Ben-Hur, 1926), regia di Fred Niblo;
- Ben-Hur (Ben-Hur, 1959), regia di William Wyler;
- Ben-Hur (Ben-Hur, 2010), regia di Steve Shill;
- Ben-Hur (Ben-Hur, 2016), regia di Timur Bekmambetov.

## Edizioni
- Lew Wallace, Ben Hur, traduzione di Beatrice Boffito Serra, collana I Classici Blu, Rizzoli, 2004,  p. 551, ISBN 88-17-00223-2.
- Lew Wallace, Ben Hur, traduzione di Lorena Paladino, Milano, Garzanti, 2016,  p. 553, ISBN 978-88-11-68903-4.
- Lew Wallace, Ben Hur, traduzione di Alberto Levorato, Fogli Volanti, 2016, ISBN 978-88-9304-030-3. (versione digitale integrale)